# Crazy (film 2000)
Crazy è un film del 2000 diretto da Hans-Christian Schmid e basato sul libro autobiografico omonimo di Benjamin Lebert.

## Trama
Il sedicenne Benjamin, paralizzato da un lato del corpo, viene inviato al collegio di Neuseelen dai suoi genitori che stanno per separarsi. Il ragazzo ha alcune difficoltà ad acclimatarsi al suo nuovo ambiente e il ragazzo con cui condivide la stanza, Janosch, è più interessato alle ragazze e a divertirsi che allo studio. I due diventano amici, ma finiranno con lo scontrarsi quando entrambi si innamoreranno di una studentessa di nome Malen. Scoperto che la giovane ha una relazione con un altro studente, i due torneranno ad essere amici.

## Accoglienza
Con circa 1,5 milioni di spettatori Crazy fu il film di maggior successo nella Germania del 2000.

## Riconoscimenti
- 2000 - Emden International Film Festival
  - Nomination Emden Film Award
- 2001 - Bavarian Film Awards
  - Miglior giovane attore a Robert Stadlober
  - Miglior giovane attore a Tom Schilling
- 2001 - German Film Awards
  - Outstanding Feature Film
  - Nomination Outstanding Feature Film
  - Nomination Best Performance by an Actor in a Leading Role a Robert Stadlober
- 2001 - Mons International Festival of Love Films
  - Coup de Coeur
- 2001 - New Faces Awards
  - Nomination Acting a Robert Stadlober
  - Nomination Acting a Tom Schilling
  - Nomination Acting a Mira Bartuschek
  - Nomination Acting a Julia Hummer
  - Nomination Acting a Oona-Devi Liebich